# Pragmatische Maxime

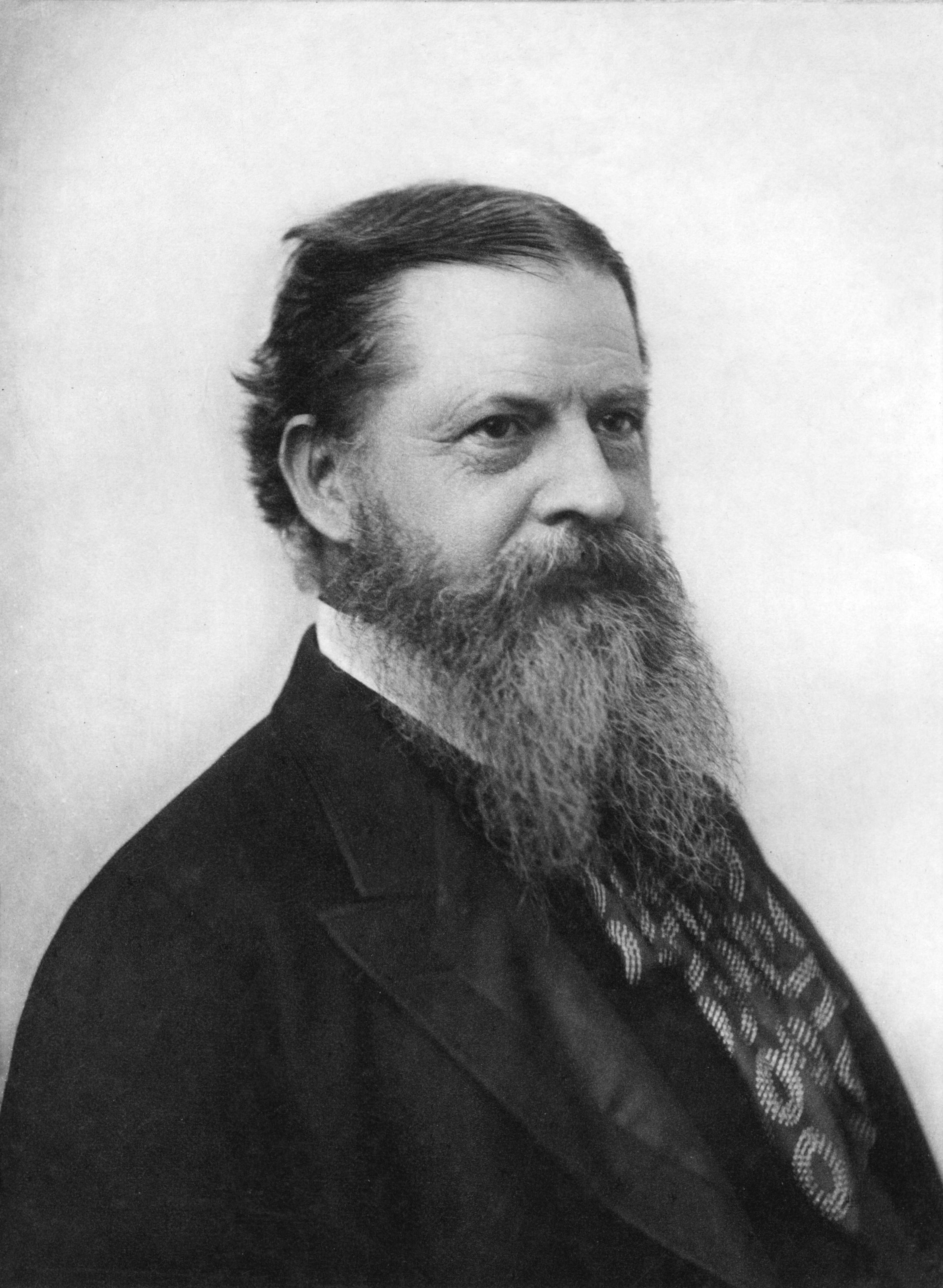
Charles Sanders Peirce (1891)

Die Pragmatische Maxime ist ein Grundsatz, den Charles S. Peirce formuliert hat, um eine wesentliche Perspektive seiner Philosophie zu beschreiben. Mit der Bezeichnung Maxime lehnte er sich bewusst an Immanuel Kant an, um den normativen Charakter seiner Bestimmung zu verdeutlichen. Die Funktion dieser Maxime ist es, Klarheit über die Bedeutung eines Begriffs zu erlangen.
Der Maxime liegt die Vorstellung zugrunde, dass das Denken und damit auch wissenschaftliche Theorien die Aufgabe haben, Überzeugungen und damit Handlungsgewohnheiten herzustellen. Diese Vorstellung hatte Peirce in dem Aufsatz How To Make Our Ideas Clear (1878) entwickelt. „Gedanken in Aktion haben das einzig mögliche Motiv, Gedanken wieder zur Ruhe zu bringen; und was sich nicht auf eine Überzeugung bezieht, ist nicht Teil des Gedankens selbst.“

## Sieben Formulierungen zur pragmatischen Maxime
Peirce hat seine Maxime in einer Vielzahl von Varianten über einen Zeitraum von dreißig Jahren immer wieder neu formuliert. Dabei hat er die erste Variante auch am Ende dieses Zeitraums uneingeschränkt aufrechterhalten. Jede neue Variante gibt einen zusätzlichen Aufschluss über die Bedeutung, die Peirce seiner Maxime gab.
- Das erste Zitat erscheint in einem Text, der die Form eines Lexikoneintrags hat, der als Definition des Pragmatismus geeignet ist. Die darin enthaltene Form der Maxime ist identisch mit der klassischen ersten Fassung im genannten Aufsatz:

Pragmatismus. Die Meinung, dass Metaphysik weitgehend durch die Anwendung der folgenden Maxime zur Klarstellung von Auffassungen geklärt wird: „Überlege, welche Wirkungen, die denkbarerweise praktische Bedeutung haben können, wir dem Gegenstand unseres Begriffes zuschreiben. Dann ist unser Begriff dieser Wirkungen der ganze Umfang unseres Begriffs des Gegenstandes.“
- Die zweite Formulierung ist insofern von Bedeutung, als sie einerseits zeigt, dass die Maxime auch als individuelle Empfehlung aufgefasst werden kann. Andererseits geht aus ihr hervor, dass Peirce auch nach der Umbenennung seines Pragmatismus in Pragmatizismus die Maxime nicht verändert hat:

Pragmatizismus war ursprünglich in Form der folgenden Maxime beschrieben: Überlege, welche Wirkungen, die denkbarerweise praktische Bedeutung haben können, Du dem Gegenstand Deines Begriffes zuschreibst. Dann ist Dein Begriff dieser Wirkungen der ganze Umfang Deines Begriffs des Gegenstandes.
- In der dritten Version erfolgt eine Abwandlung der Umschreibung der praktischen Wirkungen und zusätzlich die Einbeziehung des pragmatischen Wahrheitsbegriffs von Peirce:

Solche und alle Begründungen beruhen auf der Vorstellung, dass, wenn man sich um bestimmte Arten von Willensakten bemüht, man entsprechend bestimmten erzwungenen Wahrnehmungen unterliegen wird. Diese Art von Erwägung, vor allem dass bestimmte Weisen des Verhaltens bestimmte Arten unvermeidlicher Erfahrungen nach sich ziehen, nennt man praktische Erwägungen. Daher ist die Maxime gerechtfertigt, dass Überzeugungen den Pragmatismus konstituieren, konkret: Um sich der Bedeutung eines intellektuellen Begriffs zu vergewissern, muss man in Betracht ziehen, welche praktischen Konsequenzen sich denkbarerweise aus der Notwendigkeit der Wahrheit dieses Begriffs ergeben können; und die Summe dieser Konsequenzen legt die ganze Bedeutung des Begriffs fest.
- Die vierte Formulierung zeigt eine deutliche Ablehnung gegenüber allen spekulativen Anforderungen an seine Philosophie. In den Vorlesungen über Pragmatismus von 1903 ergänzt Peirce unmittelbar nach der hier zitierten Passage die Originalformulierung aus dem Jahr 1878 (s. o. erstes Zitat):

Einer der Fehler, den sie Ihrerseits, wie ich glaube, bei mir finden, ist der, dass ich den Pragmatismus bloß zu einer Maxime der Logik, statt zu einem erhabenen Prinzip der spekulativen Philosophie mache. Um ein besseres philosophisches Ansehen zu erlangen, habe ich mich bemüht, den Pragmatismus, wie ich ihn verstehe, in die Form eines philosophischen Theorems zu bringen. Mir ist nichts Besseres als das Folgende gelungen: Pragmatismus ist das Prinzip, dass jedes theoretische Urteil, das in einem Indikativsatz ausdrückbar ist, eine unklare Form des Denkens ist, deren einzige Bedeutung, wenn sie eine besitzt, in der Tendenz liegt, eine korrespondierende praktischen Maxime zu verstärken, die als ein Konditionalsatz, dessen Nachsatz im Imperativ steht, ausdrückbar ist.
- Im fünften Zitat wendet Peirce sich gegen Fehlinterpretationen und versucht seine Maxime klarzustellen:

Die Lehre des Pragmatismus scheint zu besagen, dass das Ziel des Menschen Handeln ist – ein stoisches Axiom, dass sich dem Verfasser jetzt, im Alter von sechzig Jahren nicht mehr so überzeugend empfiehlt wie im Alter von dreißig Jahren. Im Gegenteil: gesteht man zu, dass das Handeln ein Ziel braucht und dass dieses Ziel eines von allgemeiner Art sein muss, dann richtet uns der Geist der Maxime selbst, der verlangt, dass wir das Endergebnis unserer Begriffe ins Auge fassen, um sie richtig aufzufassen, auf etwas anderes als praktische Tatsachen, nämlich auf allgemeine Ideen als die wahren Interpreten unseres Denkens.
- In der sechsten Quelle betont Peirce den methodischen Aspekt seiner Maxime:

Das Studium der Philosophie besteht daher in Reflexion, und Pragmatismus ist die Methode der Reflexion, die durch einen unablässigen Blick auf ihre Zwecke und die Zwecke der untersuchten Vorstellungen gerichtet ist, unabhängig davon ob diese in Handlungen oder Gedanken enden. … Es wird sich daher ergeben, dass Pragmatismus keine „Weltanschauung“ [im Orig. dt.], sondern eine Methode der Reflexion mit dem Ziel der Klärung der Gedanken ist.
- Die siebte ausgewählte Textstelle ist wiederum eine Klarstellung, die darauf schließen lässt, dass Peirce sich im Laufe der Zeit missverstanden sah, wohl durch verschiedene andere Darstellungen einer pragmatischen Philosophie, die mit seiner Auffassung nicht verträglich war. Peirce bezog sich auf die verschiedenen Formen des englischen Wortes concept, dessen deutsche Übersetzung mit „Begriff“ oftmals zu eng ist.

Diese fünffache Anwendung von abgeleiteten Begriffen aus dem lateinischen Wort „concipere“ muss damals einen Zweck gehabt haben. Tatsächlich waren es zwei: Zum einen sollte gezeigt werden, dass ich über Bedeutung in keinen anderen Sinn gesprochen habe als in einem intellektuellen Sinn. Zum anderen sollten alle Möglichkeiten vermieden werden, dass man mich dahin versteht, dass ich Begriffe durch Wahrnehmung, Abbilder, Schemata oder sonst etwas anderes als Begriff zu erklären versuche. Ich habe daher nicht sagen wollen, dass Handlungen, die reiner singulär sind als alles andere, den Sinn oder die voll angemessene Interpretation eines jeden Symbols konstituieren könnten. Ich habe Handlung mit dem Finale einer Symphonie von Gedanken verglichen, wobei Überzeugung darin wie eine Halbkadenz ist. Niemand ist der Auffassung, dass die wenigen Takte am Ende eines Musikstückes der Sinn des Stückes sind. Möglicherweise nennt man sie das Ergebnis.

## Zur Entstehung der Maxime
In seinen jungen Jahren hatte Peirce sich vor allem mit Logik, Wissenschaftstheorie, Fragen der Kategorien und der von ihm entwickelten Theorie des Denkens als Zeichenprozess (Semiotik) befasst. Anfang der 1870er Jahre begründete er mit William James in Harvard einen philosophischen Gesprächskreis, den „Metaphysical Club“. Mitglieder waren unter anderem Chauncey Wright und der spätere Bundesrichter Oliver W. Holmes. Der Jurist Nicholas St. John Green, ein Schüler Jeremy Benthams, machte den Kreis auf die Philosophie von Alexander Bain aufmerksam. Von diesem übernahm Peirce das Konzept, dass menschliches Handeln dem Prinzip von Zweifel und Überzeugungen (doubt and belief) folgt. Der Mensch ist immer bestrebt, eine feste Überzeugung zu erlangen. Wenn er aufgrund von Wahrnehmung oder Gedanken in Zweifel in Bezug auf eine bestehende Überzeugung gerät, strebt er danach, den Zweifel zu beseitigen und zu einer neuen gefestigten Überzeugung zu gelangen. Aufgrund des Ursprungs seiner Pragmatischen Maxime nannte Peirce später Bain den Großvater des Pragmatismus.
Peirce hat seine Gedanken im Metaphysical Club vorgetragen und diskutiert. Als Resultat veröffentlichte er im Jahr 1878 eine Aufsatzreihe Illustrations of the Logic of Science in der Zeitschrift Popular Science Monthly. Die einzelnen Titel lauten:
- The Fixation of Belief (12/1877, 1-15 = CP 5.358 – 387)
- How To Make Our Ideas Clear (12/1878, 286 – 302 = CP 5.388 – 410)
- The Doctrine of Chances (12/1878, 604 – 615 = CP 2.645 – 666)
- The Probability of Induction (12/1878, 705 – 718 = CP 2.669 – 693)
- The Order of Nature (13/1878, 203 – 217 = CP 6.395 – 427)
- Deduction, Induction and Hypothesis (13/1878, 470 – 482 = CP 2.619 – 644)

William James bezeichnete später die beiden ersten Aufsätze als die „Gründungsdokumente des Pragmatismus“. Die folgenden vier Aufsätze arbeiten Einzelaspekte aus, die die Thesen der ersten beiden Aufsätze unterstützen und die Einbindung der Pragmatischen Maxime in den wissenschaftslogischen Denkrahmen von Peirce deutlich machen.

## Die Festigung der Überzeugung

### Zweifel und Überzeugung
Peirces Fragestellung dreht sich vor allem um eine wissenschaftstheoretische Begründung von Erkenntnis. Wissenschaftliche Tätigkeit setzt das Experiment sowie Schlussfolgerungen mit den Methoden der Logik voraus. Richtiges Schlussfolgern bedeutet, dass wahre Konklusionen aus wahren Prämissen gezogen werden. „Das, was uns festlegt, aus gegebenen Prämissen einen Schluss eher als einen anderen zu ziehen, ist eine Gewohnheit (habit) des Geistes, ob sie nun konstitutionell oder erworben ist.“ (CP 5.367) Der Schluss wird dabei als gültig betrachtet, unabhängig von seiner Wahrheit. Eine solche Denkgewohnheit als Grundlage eines Schlusses nennt man „Leitendes Prinzip“. Im alltäglichen, praktischen Leben spielt ein solches leitendes Prinzip keine Rolle, weil es nicht bewusst ist und man einer Gewohnheit einfach folgt. Aber in ungewohnten Situationen ist es manchmal hilfreich, das leitende Prinzip eines Schlusses zu kennen.
Bei genauerer Betrachtung stellt man fest, dass einem Schluss oft viele als selbstverständlich geltende Tatsachen als Voraussetzung zugrunde liegen. Dabei kommt es manchmal zu Verwirrungen, wenn Begriffe, die Gegenstand von logischer Reflexion sind, sich mit gewöhnlichen Gedanken mischen. Hierzu zählt zum Beispiel der Begriff der Qualität, den man als solchen niemals beobachten kann. „Wir wissen allgemein, wann wir eine Frage stellen und wann wir ein Urteil aussprechen, da es zwischen dem Gefühl des Zweifels und dem der Überzeugung einen Unterschied gibt.“ (CP 5.370) Überzeugungen sind leitende Prinzipien für Handlungen, soweit sie zur Gewohnheit werden.
Zweifel ist ein unangenehmer Zustand, aus dem die Menschen immer in den Zustand der Überzeugung wechseln möchten. „Mit dem Zweifel beginnt der Kampf und mit dem Aufhören des Zweifels endet er. Folglich ist das alleinige Ziel der Nachforschung die Festlegung einer Meinung. Wir mögen uns vorstellen, dies sei nicht genug für uns, und wir suchten nicht nur eine Meinung, sondern eine wahre Meinung. Aber man prüfe diese Vorstellung und sie erweist sich als unbegründet; denn sobald eine sichere Überzeugung erreicht ist, sind wir gänzlich zufrieden, ob die Überzeugung nun wahr ist oder nicht.“ (CP 5.375) Zweifel in dieser Betrachtung ist kein theoretischer Zweifel wie bei Descartes. Rhetorischer Zweifel hilft der Forschung nicht weiter. Theorien sollten auf anerkannten Aussagen basieren, aber immer mit der Erwartung aufgestellt werden, dass sie sich als falsch erweisen. Dabei ist es unnütz, sich mit Fragen auseinanderzusetzen, die schon geklärt sind, für die es also keinen Zweifel mehr gibt.

### Methoden zum Erreichen einer festen Überzeugung
Überzeugungen gewinnt man nicht, indem man in Zweifel stehende Argumente einfach immer wieder wiederholt, kritische Argumente einfach ignoriert oder sich an bestehenden Argumenten festklammert. Den Kopf wie ein Strauß in den Sand zu stecken, ist irrational. Leute, die dieser Methode der Beharrlichkeit beispielsweise aus religiösen Motiven folgen, mögen zufrieden sein. Man soll sie gewähren lassen. Im Laufe der Zeit wird sie der Trieb der Gemeinschaft überrollen. Denn nachhaltig werden Überzeugungen nicht im Individuum, sondern in der Gemeinschaft der Menschen festgelegt.
Wenn nun Institutionen oder Systeme, die ausreichend Macht haben, eine bestimmte Meinung mit Gewalt durchsetzen und die Menschen in Unwissenheit halten, so ist das die Methode der Autorität. Für solche theologischen oder politischen Lehren gibt es genügend Beispiele. Das wohl vollkommenste ist das der katholischen Kirche. Dazu zählen auch Aristokratie und Zunftwesen. Solche Systeme werden oftmals von einzelnen Führern begründet, leben von Kameradschaft und sind zu den schlimmsten Gräueltaten fähig. Aber den Zweifel können solche Systeme nicht dauerhaft unterdrücken. Und der Zweifel ist der Motor des Zerfalls solcher Systeme.
Lässt man die allgemeine Volksmeinung vorherrschen, so werden Überzeugungen nach Fragen des Geschmacks und der gefälligen Argumentation gebildet. Die Geschichte der Philosophie, in der das Pendel zwischen materialistischen und spiritualistischen Philosophien hin und her schwankt, ist voll von solchen Annahmen ohne Bezug zu Tatsachen. „Plato fand es beispielsweise der Vernunft entsprechend, dass die Abstände der himmlischen Sphären zueinander proportional sind zu den verschiedenen Längen von Saiten, die harmonische Akkorde erzeugen.“ (CP 5.382) Auch bei René Descartes, Kant oder Georg Wilhelm Friedrich Hegel fand Peirce entsprechende Aussagen. Durch Induktion entstehen Meinungen mit zufälligen und willkürlichen Elementen. Peirce nannte ein solches Vorgehen zur Erlangung von Überzeugungen, das nicht auf Tatsachen beruht, A-priori-Methode. Diese Methode ist denen der Beharrlichkeit und der Autorität vom Standpunkt der Vernunft her eindeutig vorzuziehen. Sie ist aber unbefriedigend, weil sie oftmals den Zweifel nicht wirklich ausräumt.
Man wird daher nach Peirce eine Methode suchen, die den Zweifel wirksamer zur Ruhe bringt. Diese Methode sollte nicht vom Individuellen, nicht vom rein Menschlichen abhängen, sondern den Maßstab außerhalb vom Subjekt suchen, denn Wahrheit ist etwas Öffentliches. Erst wenn die Konklusionen eines jeden Menschen letztendlich die gleichen sind, hat man einen objektiven Maßstab und dies ist die Realität. Die Annahme der Realität ist zwar eine Hypothese, sie ist aber die einzige, mit der die wissenschaftliche Methode in Harmonie ist. Zweifel bedeutet, dass sich zwei Aussagen widersprechen und das setzt bereits Realität voraus. Die wissenschaftliche Methode ist die einzige mit der man Wahrheit erkennen kann. Dies gilt insbesondere im Vergleich zu den als Beispiel aufgeführten Alternativen. An Tatsachen vorbeizugehen, wie auch immer eine solche Verhaltensgewohnheit begründet ist, betrachtete Peirce als unredlich und unmoralisch. Die Entscheidung, den Maßstab der Wahrheit anzuerkennen, ist wie die Entscheidung für eine Braut. „Man sollte den Genius der logischen Methode lieben und verehren.“ (CP 5.387).

## Von der Klarheit der Gedanken

### Überzeugung und Gewohnheit
Die Rede von der Klarheit eines Gedankens hatte in der Geschichte der Logik die Bedeutung der Vertrautheit mit einem Gedanken. Durch Descartes wurde das erweiternde Kriterium der Unterscheidbarkeit (clara et distincta) eingeführt. Gottfried Wilhelm Leibniz präzisierte weiter, indem der Klarheit mit Wiedererkennbarkeit gleichsetzte und diese wieder trennte in Deutlichkeit und Verworrenheit. Leibniz versuchte insbesondere Klarheit durch Begriffsdefinitionen zu schaffen.
Peirce betrachtete die überkommene Bestimmung begrifflicher Klarheit nicht mehr als zeitgemäß. Mit dem Konzept von Zweifel und Überzeugung sah er die Möglichkeit, nach Vertrautheit und Deutlichkeit eine dritte Stufe der Klarheit einzuführen. Zweifel betrifft dabei auch ganz einfache Vorgänge wie die Wahl von Geldmünzen beim Bezahlen. Immer dann, wenn eine Überlegung stattfindet, die zu einer Überzeugung über eine Handlungsmöglichkeit führt, wird ein Zweifel beseitigt. Selbst das Studieren eines Fahrplanes während des Wartens am Bahnhof dient der Festigung einer Überzeugung, indem man danach weiß, dass man den Fahrplan richtig verstanden hat, sich bestätigt, wann und wo der eigene Zug abfährt und beurteilen kann, was auf den anderen Bahnsteigen vor sich geht. „Das Denken in Aktion hat als allein mögliches Motiv, das Denken zur Ruhe zu bringen, und was sich nicht auf eine Überzeugung bezieht, ist kein Teil des Denkens selbst.“ (CP 5.396)
Der Begriff der Überzeugung hat drei Eigenschaften:
- Sie ist bewusst.
- Sie beruhigt die Irritation durch Zweifel.
- Sie ermöglicht in unserer Natur die Einrichtung einer Regel für Handlungen, kurz einer Denk- und Verhaltensgewohnheit (habit).

Verschiedene Überzeugungen unterscheiden sich durch die verschiedenen Handlungsweisen, die mit ihnen verbunden sind. Die grundsätzliche Funktion von Denken ist es, Gewohnheiten des Handelns herzustellen. Empfindungen, die keinen Bezug auf (künftige) Handlungen haben, zählen nicht zum Denken. Eine Gewohnheit ist dadurch bestimmt, wann und wie sie jemanden zum Handeln anregt. Dabei gibt es „keinen Bedeutungsunterschied, der so fein ist, daß er in etwas anderem als einem möglichen Unterschied in der Praxis bestünde.“ (CP 5.400)
In der pragmatischen Maxime wird das Verhältnis von Denken, Überzeugung, Gewohnheit und Handeln auf einen Punkt gebracht:
„Überlege, welche Wirkungen, die denkbarerweise praktische Bedeutung haben können, wir dem Gegenstand unseres Begriffes zuschreiben. Dann ist unser Begriff dieser Wirkungen der ganze Umfang unseres Begriffs des Gegenstandes.“ (CP 5.402)
Diese Maxime stellt für Peirce den dritten Grad der Klarheit eines Begriffes dar.

### Die Begriffe Kraft und Realität als Beispiele
Peirce erläuterte die Bedeutung und praktische Anwendung der Maxime anhand der Begriffe Kraft und Realität.
Der Begriff der Kraft dient der Erklärung von Bewegungsänderungen. Ohne die Einwirkung von Kraft würden Körper Geschwindigkeit und Richtung beibehalten. Nach einer Erläuterung des Kräfteparallelogramms beschreibt Peirce die Tatsache, die der Begriff der Kraft verkörpert, wie folgt: „wenn man die aktuellen Bewegungsveränderungen, die die verschiedenen Teile eines Körpers erfahren, jede in ihre eigene, zutreffende Art auflöst, dann wird jede Komponente der Beschleunigung präzise durch ein bestimmtes Naturgesetz beschrieben, durch das Körper entsprechend ihrer momentanen relativen Position eine bestimmte Beschleunigung erhalten, wobei die Zusammenfassung durch geometrische Addition die Beschleunigung des Gesamtkörpers ergibt.“ (CP 5.404) Der Versuch den Begriff der Kraft als Entität zu beschreiben, ist nach Peirce ein unsinniger Selbstwiderspruch. „Die Idee, die das Wort Kraft in unserem Verstand auslöst, hat keine andere Aufgabe, als unsere Handlungen zu bestimmen, und diese Handlungen haben keinen anderen Bezug zu Kraft als durch deren Wirkung. Wenn wir also die Wirkungen von Kraft kennen, sind wir mit jeder Tatsache bekannt, die mit Aussagen über die Existenz von Kraft zu verbinden ist, und mehr gibt es nicht zu wissen.“ (CP 5.404)
Ähnlich zu betrachten ist der Begriff der Realität. Im Sinne von Vertrautheit ist dieser Begriff klar; denn jedermann weiß im Alltagsgebrauch, was damit gemeint ist. Eine Definition (Klarheit im 2. Grad) fällt schon schwerer. Wie ist Realität beispielsweise von Fiktionen und Träumen abzugrenzen? Träume an sich als Ereignisse im Gehirn haben reale Existenz, aber nicht die Trauminhalte. Als Definition bietet sich an, das Reale als das zu bezeichnen, dessen Eigenschaften unabhängig von einem Gedanken sind. Nimmt man die pragmatische Maxime zur Hilfe, so ergibt sich, dass das Reale Empfindungen erregt, die im Bewusstsein als Überzeugungen erscheinen. Wie kann man aber wahre Überzeugungen, die sich auf Reales beziehen, von Irrtümern (falschen Überzeugungen) unterscheiden, die sich auf Fiktionales beziehen? Peirce sah hier den Ansatz in der Überprüfung durch die wissenschaftliche Methode.
„Andererseits sind alle Vertreter der Wissenschaft von der frohen Hoffnung getragen, dass die Prozesse der Forschung, wenn sie nur weit genug voran getrieben werden, zu jeder Frage, auf die sie angewendet werden, eine sichere Lösung ergeben werden. […] Sie mögen zuerst unterschiedliche Ergebnisse erhalten, aber wenn jeder seine Methoden und Prozesse perfektioniert, wird man feststellen, dass die Ergebnisse sich stetig auf ein vorbestimmtes Zentrum hinbewegen. Dies gilt für alle wissenschaftliche Forschung. Unterschiedliche Geister mögen mit äußerst gegensätzlichen Ansichten beginnen, aber der Fortschritt der Untersuchungen bringt sie durch eine außer ihnen liegende Kraft zu ein und derselben Schlussfolgerung. Diese Aktivität des Denkens, die uns nicht dahin bringt, wohin wir wollen, sondern zu einem vorherbestimmten Ziel, ist wie ein Wirken des Schicksals. […] Die Meinung, der alle Forscher schicksalhaft am Ende zustimmen müssen, ist das, was wir mit Wahrheit meinen, und der Gegenstand, der durch diese Meinung repräsentiert wird, ist das Reale.“ (CP 5.407)
Peirce vertrat eine „Konvergenztheorie der Wahrheit“, die in einem fiktiven unendlich entfernten Zeitpunkt in der Zukunft in eine Korrespondenz des Gedachten mit der Realität mündet. Bis dahin ist alle Erkenntnis fallibel. Für Peirce war zwar die Intersubjektivität eine Voraussetzung der Wahrheit. Die oftmals hergestellte Verbindung von Peirce mit einer Konsenstheorie der Wahrheit ist hier aber nicht zu erkennen. Der Wahrheitsbegriff von Peirce weicht auch wesentlich von dem Wahrheitsbegriff ab, den William James mit dem Begriff der Nützlichkeit der Wahrheit vertrat. Die Peirce'sche Wahrheit ist eine objektive, an einer unabhängigen Realität gemessene Wahrheit.
Solange der theoretische Zeitpunkt, dass alle Überzeugungen der Wahrheit entsprechen, noch nicht gekommen ist, solange muss der Mensch sich damit begnügen, dass er an seine Überzeugungen gebunden ist, die wahr sein können, aber nicht wahr sein müssen. Indem er aber auf die Methode der Wissenschaft baut und sich nicht von Methoden wie der Beharrlichkeit, Autorität oder des intuitiven A-priori leiten lässt, kann er Erkenntnisfortschritt und damit eine stetige Annäherung an die Wahrheit erlangen. Dies ist durch den Bedeutungszuwachs der Begriffe und damit den Zuwachs ihrer denkbaren möglichen Wirkungen gewährleistet.